# Malaxkallan
Malaxkallan är en ö med fiskarstugor och en skyddshamn i Kvarkens skärgård i Finland. Ön hör till Malax kommun i Österbotten och ligger cirka 6 kilometer nordväst om Bergö.
Terrängen på Malaxkallan är varierad.
Inlandsklimat råder i trakten. Årsmedeltemperaturen i trakten är 4 °C. Den varmaste månaden är augusti, då medeltemperaturen är 16 °C, och den kallaste är februari, med −6 °C.